# Михайло-Коцюбинська селищна рада
Миха́йло-Коцюби́нська се́лищна ра́да — орган місцевого самоврядування у Чернігівському районі Чернігівської області. Адміністративний центр — селище міського типу Михайло-Коцюбинське.

## Загальні відомості
Михайло-Коцюбинська селищна рада утворена в 1963 році.
- Територія ради: 65,136 км²
- Населення ради: 3028 осіб (станом на 2001 рік)

## Населені пункти
Селищній раді підпорядковані населені пункти:
- смт Михайло-Коцюбинське

## Склад ради
Рада складається з 20 депутатів та голови.
- Голова ради: Завальний Микола Васильович
- Секретар ради: Ворох Ніна Володимирівна

### Керівний склад попередніх скликань
| ПІБ                         | Основні відомості                                                | Дата обрання | Дата звільнення |
| --------------------------- | ---------------------------------------------------------------- | ------------ | --------------- |
| Шило Надія Зотівна          | Селищний голова, 1953 року народження, член Народної партії      | 26.03.2006   | 31.10.2010      |
| Завальний Микола Васильович | Селищний голова, 1976 року народження, освіта вища, безпартійний | 31.10.2010   |                 |

Примітка: таблиця складена за даними джерела

### Депутати
За результатами місцевих виборів 2010 року депутатами ради стали:

#### За суб'єктами висування
| Суб'єкт висування            | Кількість обраних депутатів | %  |
| ---------------------------- | --------------------------- | -- |
| Комуністична партія України  | 6                           | 30 |
| Партія регіонів              | 5                           | 25 |
| Самовисування                | 5                           | 25 |
| Народна Партія               | 2                           | 10 |
| Соціалістична партія України | 2                           | 10 |

#### За округами
| № округу                     | Прізвище, ім'я, по батькові  | Дата визнання обраним | Освіта                    | Партійна приналежність             | Відомості про обраного депутата                    |
| ---------------------------- | ---------------------------- | --------------------- | ------------------------- | ---------------------------------- | -------------------------------------------------- |
| Комуністична партія України  |                              |                       |                           |                                    |                                                    |
| 1                            | Коваль Олександр Васильович  | 02.11.2010            | Освіта середня            | позапартійний                      | Чернігівський РВ МНС, водій СДПЧ                   |
| 4                            | Бабич Катерина Григорівна    | 02.11.2010            | Освіта вища               | член Комуністичної партії України  | відпустка по догляду за дитиною                    |
| 7                            | Лугина Микола Іванович       | 02.11.2010            | Освіта вища               | позапартійний                      | пенсіонер                                          |
| 14                           | Гудько Іван Федорович        | 02.11.2010            | Освіта вища               | позапартійний                      | Страхова компанія "Оранта ", страховий агент       |
| 16                           | Завальна Юлія Михайлівна     | 02.11.2010            | Освіта вища               | позапартійна                       | Чернігівська школа № 24, вчитель                   |
| 17                           | Ланько Марія Олексіївна      | 02.11.2010            | Освіта вища               | член Комуністичної партії України  | Чернігівське відділення ощадбанку, контролер-касир |
| Народна Партія               |                              |                       |                           |                                    |                                                    |
| 3                            | Ворох Ніна Володимирівна     | 02.11.2010            | Освіта вища               | член Народної партії               | М.Коцюбинська селищна рада, секретар               |
| 19                           | Шпак Микола Миколайович      | 02.11.2010            | Освіта вища               | член Народної партії               | М.Коцюбинська гімназія, вчитель                    |
| Партія регіонів              |                              |                       |                           |                                    |                                                    |
| 2                            | Божок Григорій Макарович     | 02.11.2010            | Освіта вища               | член Партії регіонів               | М.Коцюбинська гімназія, директор                   |
| 5                            | Косовець Наталія Миколаївна  | 02.11.2010            | Освіта вища               | член Партії регіонів               | М.Коцюбинська РЛ, лікар-невропатолог               |
| 11                           | Кравченко Тетяна Василівна   | 02.11.2010            | Освіта середня спеціальна | член Партії регіонів               | М.Коцюбинська РЛ, акушерка                         |
| 12                           | Ластовець Галина Федорівна   | 02.11.2010            | Освіта вища               | позапартійна                       | М.Коцюбинська РЛ, сімейний лікар                   |
| 13                           | Полуян Віктор Петрович       | 02.11.2010            | Освіта середня спеціальна | член Партії регіонів               | ПОП ім. Войкова, голов.інженер                     |
| Соціалістична партія України |                              |                       |                           |                                    |                                                    |
| 10                           | Гаркава Лідія Василівна      | 02.11.2010            | Освіта вища               | член Соціалістичної партії України | М.Коцюбинська РЛ, лікар                            |
| 20                           | Загривий Анатолій Іванович   | 02.11.2010            | Освіта вища               | позапартійний                      | ВАТ Укртелеком, начальник ДТЛС-2                   |
| Самовисування                |                              |                       |                           |                                    |                                                    |
| 6                            | П'ята Петро Павлович         | 02.11.2010            | Освіта середня спеціальна | позапартійний                      | Чернігівський райлісгосп, інженер                  |
| 8                            | Чаус Михайло Миколайович     | 02.11.2010            | Освіта середня спеціальна | позапартійний                      | Чернігівський «Продсервіс», механік                |
| 9                            | Осипенко Вікторія Михайлівна | 02.11.2010            | Освіта вища               | позапартійна                       | Чернігівська школа, вчитель                        |
| 15                           | Шкаруба Надія Михайлівна     | 02.11.2010            | Освіта середня спеціальна | позапартійна                       | тимчасово не працює                                |
| 18                           | Томилко Василь Олександрович | 02.11.2010            | Освіта вища               | позапартійний                      | пенсіонер                                          |